# Relations entre l'Arménie et la Syrie
Les relations entre l'Arménie et la Syrie sont les relations extérieures entre l'Arménie et la Syrie. L'Arménie dispose d'une ambassade à Damas et d'un consulat général à Alep. En 1997, la Syrie a ouvert une ambassade à Erevan.
La Syrie a établi des relations diplomatiques avec l'Arménie peu après la dislocation de l'Union soviétique. Le président syrien Hafez el-Assad a maintenu de bonnes relations en partie grâce à l'importante communauté arménienne en Syrie. Le ministre syrien des Affaires étrangères Farouk al-Chareh a visité l'Arménie en mars 1992.
Environ 120 000 personnes d'origine arménienne vivent en Syrie. Pendant le génocide arménien commis par l'Empire ottoman, les principaux camps d'extermination se trouvaient dans le désert syrien de Deir ez-Zor. Les Arabes natifs hébergeaient et soutenaient les Arméniens.